# Octomeria dentifera
Octomeria dentifera är en orkidéart som beskrevs av Charles Schweinfurth. Octomeria dentifera ingår i släktet Octomeria och familjen orkidéer. Inga underarter finns listade i Catalogue of Life.